# Magyar Szó
Magyar Szó su dnevne novine na mađarskom jeziku iz autonomne pokrajine Vojvodine u Republici Srbiji.
Počeo je izlaziti 1944. godine. Utemeljitelj i izdavač je Nacionalno vijeće mađarske nacionalne manjine (Magyar Nemzeti Tanács). Utemeljitelji su bili pisac László Gál, svećenik, novinar i jezikoslovac Zsigmond Kek, pisac i publicist Endre Lévay i pisac Mihály Majtényi.
Do 2006. je ovaj list imao sjedište samo u Novom Sadu, a danas je dio uredništva i u Subotici i Senti.

## Urednici
- 1944. – 1948.: Zsigmond Kek
- 1948. – 1957.: László Rehák
- 1957. – 1963.: Lajos Vébel
- 1963. – 1967.: László Varga
- 1967. – 1973.: Géza Vukovics
- 1973. – 1975.: Zoltán Kalapis
- 1975. – 1976.: Kálmán Petkovics
- 1976. – 1985.: Károly Erdélyi
- 1985. – 1989.: Péter Sinkovits
- 1989. – 1991.: Zoltán Csorba
- 1991. – 1992.: János Kubát
- 1992. – 2000.: Sándor Bálint
- 2000. – 2002.: Erzsébet Juhász
- 2002. – 2009.: Péter Kókai
- 2009. – 2011.: Csaba Pressburger
- 2011.- Márta Varjú

## Vanjske poveznice
- (mađ.) Magyar Szó online  Arhivirana inačica izvorne stranice od 19. lipnja 2008. (Wayback Machine)
- Nezavisno društvo novinara Vojvodine[neaktivna poveznica] Manjinski mediji u Vojvodini